# Z 〜ゼット〜
『Z 〜ゼット〜』は、相原コージによる日本の漫画作品。『別冊漫画ゴラク』（日本文芸社）で2012年1月号から2015年2月号まで連載された。

## 解説
ゾンビによるパンデミックに巻き込まれた人間たちの悲劇を、ユーモアやお色気を交えて描いたホラー漫画である。相原は、ジョージ・A・ロメロのゾンビ作品に対する疑問が本作を作るきっかけになったと話している。それを反映し、本作のゾンビは「死後硬直が解けた後に肉体が腐敗していくので、走ることができない」「脳を含む身体が破壊されたぐらいでは活動停止しないため、燃やさない限り活動停止しない」「植物以外のすべての生物がゾンビ化の対象となる」といった特徴を持っている。
主人公を固定しないオムニバス形式を採っており、時系列もバラバラでエピソード毎に異なった時期の物語が描かれる。
2014年には実写映画化もされたが、『別冊漫画ゴラク』の休刊に伴い、本作も終了となった。そのため、終盤の展開は本来の構想を圧縮して描いたものであり、やや駆け足な展開となっている。

## ストーリー
本作の物語は大きく3つの時期に分類され、各時期のエピソードがランダムで展開される形式となっている。
発生初期
謎のウイルスの発生により、人間や動物のゾンビ化現象が始まる。死者はゾンビとなって蘇り、人間を襲うようになる。そして噛まれた者もまた死に至り、ゾンビと化す。当初は局所的に発生していたゾンビが、徐々に人々の日常を脅かし始めていた。
ゾンビ化現象が緩やかに現代社会へ迫る様子を描く。
発生中期
ゾンビ化ウイルスの爆発的な感染により、人類は危機に陥っていた。行政や各機関は機能を失って人々の生活は崩壊し、生き残った人々は迫りくる死者の群れに怯えながら暮らしていた。
ゾンビに溢れた絶望的な世界で、生きるために足掻く人々を描く。戸田凜子たちの物語はこの時期のものである。
発生後期
感染拡大は収まり、人類は生き残った。爆発的に発生したゾンビは一掃され、人々は平穏を取り戻したかに見えた。しかし、死者のゾンビ化現象は止まらず、その原因も解明できずにいた。
事件収束後、ゾンビ対策の法整備もされた中で未だ死者が蘇る世界での人々の生活を描く。

## 登場人物

### 主要人物
戸田 凜子（とだ りんこ）
本作の主人公的存在。ゾンビに立ち向かう謎めいた高校1年生。祖母譲りの薙刀の技を駆使してゾンビを駆逐する。ゾンビ化がまだ認知されていない頃、亡くなった祖母がゾンビ化して襲い掛かってきたためにそれを薙刀で斬り伏せて以来、ゾンビと戦いながら生き抜いてきた。冷静沈着なクールビューティーだが、時にはゾンビの特異性に対処しきれず窮地に陥ることも散見される。薙刀は戸田家の先祖が代々守り継いできたものであり、今際の際の祖母から託されたが、荷の重さから躊躇しているうちに祖母が息を引き取ったこともあり、凜子にとっては身を危険に晒してでも守り抜きたい大切な物である。
終盤、TK電力の社員寮に逃げ込んで一時の安息を得るもののやがて社員寮は暴徒に襲撃され、その際に襲い掛かってきた暴徒の1人を殺害してしまう。正当防衛とはいえ、人間を手に掛けたことに呆然としているうちにもう1人の暴徒に頭部を斬られ、死亡する。その後、ゾンビ化して動き始める。
元は主人公として位置付けて作られたわけではなく、「この世界のゾンビは足を切り落として歩けなくするぐらいしか対処のしようが無い」ということを描くために用意された。しかし、全体として軸になる人物が必要と考えた際に凛子の存在が予想外に立っていたために主要人物に据えられたという経緯がある。最期についても、「残りの話をインパクトのあるものにしたい」という理由によるもので、作者としても申しわけなさがあったという。
実写映画版では眼帯をつけており、凜子を演じた川本はスネーク・プリスキンをモデルにしていると話している。
火野原 あかり（ひのはら あかり）
中学2年生の少女。恵と共にゾンビから逃げ惑っていたところを凛子に救われ、行動を共にする。失禁癖があり、作中ではたびたび失禁してはパンツを穿き替える描写があった。のんきな一面を持つが、ゾンビを蹴り飛ばす度胸もあり、凛子の危機を救うことも何度かあった。凛子の死後は彼女の薙刀を受け継ぎ、凛子を殺した暴徒を殺害する。かつての凛子のようにゾンビと戦いながら恵と希望を守りつつ、街を駆けて行った。その後の生死は不明。
鈴野 恵（すずの めぐみ）
あかりと同学年の少女で、一見気弱そうだが、親友である彼女よりはしっかりしている。

### 発生初期の登場人物
ヤクザ
舎弟の島田と共に始末した男性を埋めていたところ、その男性がゾンビ化したためにゾンビものの定番通りに頭を撃つが、結局は噛まれる。島田に助けられてその場は難を逃れるも、車内でゾンビ化して島田に襲い掛かる。
登山者
登山中の事故で死亡した後、ゾンビとなる。その後、カラスやヘビなどに噛まれてそれらをゾンビ化させた後、川に転落して海へ流される。そして、魚やサメのエサとなり、やはりそれらをゾンビ化させる。ゾンビ化した魚たちは漁師に水揚げされて市場に流れ、ゾンビ化ウイルスが人間社会へ蔓延することとなる。
旅助
愛猫家の夫婦に飼われていたネコ。病死した後にはゾンビ化し、夫婦を食い殺した。
sumiretin
動画投稿サイトで自分が首を吊る様子を配信した女性。当初は首を吊るように見せかけるのみで、心配するコメントに対して煽るだけだったため、ただのかまってちゃんの「釣り」だと視聴者たちも認識し始めるが、やがて本当に首を吊る。その後に足が動いたため、本当にただの「釣り」だと解釈されて生放送は終了する。しかし、実際はゾンビ化していただけで、本当に首を吊っていた。
自殺志願者
息子の健太と無理心中すべく、「秘湯に行く」と偽って樹海の奥に来た男性。健太を絞殺した後、自分も首を吊ろうとするが、結局は死にきれずに断念する。しかし、その直後にゾンビ化した健太に食い殺される。死の間際には、息子を殺しておいて自分だけのうのうと生き延びようとした報いを受けたのだと解釈していた。

### 発生中期の登場人物
火野原 香澄（ひのはら かすみ）
あかりの姉にしてアキラの妻。妊婦。ゾンビに義母や夫が殺されていく混乱と恐怖の中、トイレに隠れて生き延びていた。その影響か陣痛に見舞われたため、一縷の望みを賭けて凛子たちと共に病院へ向かうものの、すでにそこはゾンビの巣窟と化しており、逃げ切れずにゾンビに噛まれる。自身がゾンビ化する前に赤子を助けようと凛子の薙刀で帝王切開し、誕生した赤子の無事に安堵しながら息を引き取る。しかし、その直後にゾンビ化して自らの赤子を食い殺そうとしたため、凛子に首を切断される。
火野原 希望（ひのはら のぞみ）
香澄の息子。凛子の発した「こんな地獄のような世界でも命が生まれてくるということが逆に希望なのかもしれない」と言う言葉から、「希望」と名付けられる。
アキちゃんとユウくん
ゾンビから逃げていた若いカップル。すでにユウくんはゾンビに噛まれており、逃げ込んだ山小屋で最後の心残りを晴らそうと、アキちゃんを裸にする。その後、死亡したユウくんをアキちゃんは遺言通りバラバラにしようとしたが、躊躇する。しかし、いざゾンビ化したユウくんに襲い掛かられると迷わず彼の手足や首を切り落とす。その時、すでに山小屋の周囲はゾンビで埋め尽くされていた。
ゾンビになりかけのレイプ魔（自称）
ゾンビに噛まれ、せめて生きているうちに童貞を卒業しようと女性をレイプしようとした青年。しかし、失敗して自分の行為を嘆いているうちに同じくゾンビに噛まれた美少女が、相手を申し出る。結局、勃起できずに性行為は上手く行かなかったものの少女とは心を通わせ、最期の瞬間まで浜辺で共に星を見ながら過ごす。翌朝、ゾンビ化した少女に噛まれそうになるも、自身もゾンビ化しており、互いに喰い合うことなく別方向へ歩き去る。
竹田 美咲
ゾンビに襲われていた少女。父の身を挺した犠牲によってゾンビから逃れた後、近くにあったおっちゃんの家に匿われる。しかし、おっちゃんに睡眠薬を飲まされて睡眠中にレイプされた挙句、口封じに殺されそうになる。その場は逃げ出したものの地下室に追い込まれて殺され、そこに飾ってあった女性ゾンビの生首に加えられてしまう。
おっちゃん
姓は「大森」。人の良さそうな男性だが、実際はゾンビから匿うフリをして若い女性を家に呼び込み、レイプした後に殺してその生首を飾るという、危険人物。ゾンビによって警察も機能しない現在の世界を、「殺人事件が成り立たない天国」と称する。美咲を殺した後、凛子たちも同じ手口で家に招き入れるが、血の匂いを感じ取った凛子に正体を見抜かれる。それでもあかりたちを人質に取って薙刀を捨てさせるが、凛子の機転によって共に地下室へ転落する。そこで武器の無い凛子を殺そうとしたところ、咄嗟に投げられた女性ゾンビの生首に噛まれて感染する。
直木
防災備蓄倉庫に逃げ込んだ5人の1人。5人の中では最年長で、冷静に他の4人を取りまとめていた。しかし、2日目の朝に謎のゾンビ化を遂げる。
山下
防災備蓄倉庫に逃げ込んだ5人の1人。大柄だが良識のある男性。騒ぎを起こしがちな黒瀬を嗜めていたが、ある日の朝「ゾンビ化していた」として黒瀬に殺害される。
黒瀬
防災備蓄倉庫に逃げ込んだ5人の1人。何かと和を乱すチンピラで、鳥川をレイプしようとしたこともあった。それゆえ、直木と山下が続けてゾンビ化したことから2人を殺した犯人ではないかと疑われていたが、まもなく自身もゾンビ化する。
平
防災備蓄倉庫に逃げ込んだ5人の1人。真面目な青年だが、それゆえに不確定情報の多さから疑心暗鬼に陥り、最後は潔白だった鳥川を殺害してしまう。その後、倉庫内のゾンビ騒ぎの真相はゾンビ化した蚊であったことに気付き、後悔に苛まれているうちにゾンビ化した鳥川に喰い殺されてゾンビ化し、2人で倉庫の中を延々と彷徨うこととなる。
鳥川
防災備蓄倉庫に逃げ込んだ5人の1人。ゴスロリファッションに身を包んだ少女。精神安定剤を常用している。黒瀬の死後、その挙動の不安定さや顔色の悪さから、平は徐々に彼女にも疑いの目を向けるようになる。やがて、Twitter上の情報を鵜呑みにした平に「他国が送り込んだ半ゾンビ人間」と疑われる。その後、蚊が犯人であることに気付いた鳥川はそのことを平に知らせようとした際、ちょうど彼の頬に止まっていた蚊を叩くが、それを襲われたのだと勘違いした平にナイフで首を刺されて死亡する。絶命するまで、蚊のことを平に知らせようとしていた。
藤井
TK電力の社員。社員寮に立て籠もっていたが、食糧調達の途中でゾンビに追い詰められていた凛子たちを発見し、救出する。凛子を車に乗せるためにゾンビに噛まれてしまい、仲間たちを逃がすべく囮となってゾンビの群れに突っ込んでいった。
平田
TK電力の社員。藤井と共に凛子たちを救出するが、社員寮に押し寄せた暴徒に殺害される。
亀沼 敏江
TK電力の社員。名前を聞かれてアンジェリーナ・ジョリーを名乗るような気さくな女性。赤子が居たがゾンビ騒ぎで失っており、希望の世話係を申し出た。しかし、暴徒に致命傷を負わされ、希望を守ることを凛子たちに託して息を引き取る。
暴徒
元は体育館に避難していた避難民だったが、「TK電力の原発事故がゾンビ化ウイルスの発生源」というTwitter上の情報を信じ込んだうえ、環境の整った社員寮に立て籠もるTK電力社員たちへの妬みと憎悪の感情から、暴徒と化した。TK電力社員寮を襲撃して社員たちを次々と殺害し、凛子までもその犠牲となったが、結局はゾンビに襲われて全滅する。

### 発生後期の登場人物
古守
高校生。憧れていたクラスメイトの野咲がゾンビ化しているのを発見し、彼女を自室に捕縛する。その様子を見ながら自慰に耽っていたが、ある日直接性行為に及び、満足気な表情のまま野咲に喰い殺される。後にゾンビ化したところを発見され、焼却処分される。
金井 美雪
女子高生。兄をゾンビ化で失った過去を持つ。帰宅途中、処分された古守の指を発見し、それをゾンビ化した兄に見立てて自慰に耽った。
ムッツー
遊びでゾンビを捜索していた中学生。ゾンビが目撃されたお堂に赴いた際に女性ゾンビと遭遇し、彼女がパンツを穿いていたためにスケベ心を出してそれを脱がせようとしたところ、性器を噛み千切られる。その後、切除によってウイルスの感染を防ごうとし、一時はそれで助かったかに思えたものの結局は「処分」された。
カッチン
ムッツーの友達。性器を噛まれたムッツーを助けるべく、その切除を断行する。しかし、ムッツーは処分されたため、声にならない叫びを上げる。
ハムケン
ムッツーやカッチンの友達。「一生童貞は嫌だ」と言って性器の切除を拒むムッツーに、カッチンと共に一生童貞でいることを約束するが、数年後にはそれを反故にして性行為に及んでいた。
倉田
最強を目指す男。夜な夜な隔離所に入り込んではゾンビの群れと戦っていた。しかしある夜、人間のゾンビに紛れていたゾンビ犬に噛まれ、そのままゾンビたちの餌食となる。
エボラ
いじめられっ子。自分に陰湿ないじめをしていたクラスメイトの木田を監禁し、そのまま自殺する。ゾンビ化して木田を喰い殺すという形で復讐を遂げると、ゾンビ化した彼と共に町へ歩いて行った。
宮崎 直樹
妻子を持つサラリーマン。ある日、女子高生のスカートの中を盗撮した際、彼女がゾンビ化していたために噛まれて感染してしまう。それを隠して帰宅したものの、様子のおかしさから家族に気付かれ、通報される。拘束される前に車で逃げ出し、家族の裏切りを嘆いたが、自分もまた「家族を殺さないように自ら保健所に行く道」を選ばなかったとして、自分のことしか考えていなかったと悟る。
橋渡 令子
ゾンビ化の治療法を知るとされる霊能力者。しかし、その実態は治療と称して相談者を焼却し、治療費として大金を巻き上げてきた詐欺師。宮崎の相談を受け、彼も他の相談者同様に騙して焼却しようとするが、逆上した宮崎に燃え盛りながら襲い掛かられ、道連れとなって焼死する。
監督
ゾンビ女との性行為を撮影しようとしたAV監督。しかし、相手の男優がゾンビ化を恐れて上手く行えなかったため、AV男優のキンちゃんを代役に立てる。その後、ゾンビ化したキンちゃんと女優との行為を撮影しようとしたが、相手役のミマちゃんが感染した際に「ゾンビ化するまでのドキュメンタリー映像を撮ろう」と言ったため、逆上したミマちゃんに噛まれて自身も感染する。どうせなら、自分がゾンビ化するまでの過程を自撮りでドキュメンタリー映像として残そうとするも、カメラは助監督の伊藤が持ち去っていたため、それも適わなかった。2日後には、キンちゃんやミマちゃんと共に焼却処分される。
キンちゃん
AV男優の中年。作中では「うんうん」としか言葉を発していない。監督に依頼され、一切の躊躇無く女性ゾンビとの行為に及んだ。差し出された避妊具も着けなかったため、粘膜感染によって翌日にはゾンビ化する。監督に次のAVに利用された末、焼却処分される。
ミマちゃん
キンちゃんとの行為を撮影する為に起用されたAV女優。ギャラの上乗せで渋々引き受けたはずが、徐々に感じて喘ぎはじめる。しかし、性行為に夢中になってキンちゃんを抑えることを忘れたことと、その様子に見とれた助監督がロープを握る手を緩めたため、キンちゃんに噛まれてしまう。さらに無責任な態度を取る監督に逆上し、ゾンビ化していないにもかかわらず噛み付いて道連れにしようとする。そのまま助監督にも襲い掛かるが逃げられ、最後は焼却処分される。
シリアルキラー
連続通り魔事件の犯人で、人を殺す感覚に性的快感を覚える。ゾンビ化現象によって殺人事件の立証ができず、現行犯でしか逮捕できないという現状を利用し、何人もの人を手に掛けていた。とあるカップルを殺害した際、その被害者の指が胸ポケットに入ったことに気付かず帰宅した後、寝ている間にそのゾンビ化した指を呑み込んでしまい、自身もゾンビ化する。

## Zのゾンビの特徴
- 死後硬直が解けた後は肉体の融解期に移行するため、走らない。
- 死者は例外なくゾンビと化す。
- 体液にゾンビ化ウイルスが含まれているため、噛まれないと感染しない（ただし、ゾンビ化した動物の肉を食べたり、ゾンビと性行為に及んでもウイルスが身体に入るため、ゾンビ化する）。
- ゾンビに噛まれた者はまもなく死に、必ずソンビ化する。
- 会話能力は有しておらず、唸り声を上げる程度で喋れない。
- 脳を破壊しても身体を切断しても活動を停止せず、指1本だけになっても活動する。
- 植物以外の地球上のあらゆる生物がゾンビになる。
- 噛まれた部分を早期に切断すればゾンビ化しないという説もあるが、真偽は不明。
- ゾンビを焼いて出た煙ではゾンビ化しない。
- 発生原因は不明（作中では原発事故が可能性として示唆されているが、真相は不明）。

## 単行本
- 相原コージ 『Z 〜ゼット〜』 日本文芸社〈ニチブンコミックス〉、全3巻。
  1. 2013年4月26日[4] ISBN 978-4-537-13023-2
  2. 2014年7月19日[5] ISBN 978-4-537-13188-8
  3. 2015年5月29日[6] ISBN 978-4-537-13292-2

## 映画
2014年7月26日に『Z 〜ゼット〜 果てなき希望』のタイトルで映画化された。同年8月6日には、新エピソードとなる「狂気と天使」「友情と悪夢」「まだ見ぬ夜明け」が収録されたDVDが発売された。
映画版は原作のエピソードからいくつか選ばれたものを再構成した内容になっている。
映画版の特徴として、音楽が1シーンしか使われていないことが挙げられており、台詞以外の残りの音は効果音で占められている。監督の鶴田は音にこだわっており、数々の映画に携わってきた大河原将を音響効果の担当者として指名したと語っている。

### キャスト
- 戸田凜子：川本まゆ
- 火野原あかり：木嶋のりこ
- 鈴野恵：田中美晴
- 古守：松田祥一

### スタッフ
- 総監督：鶴田法男
- 監督：鶴田法男
- 撮影：神田創
- 照明：丸山和志
- 配給：エスピーオー